# РТТ-150
РТТ-150 — российско-турецкий 1,5-м оптический телескоп. Является международным проектом, под руководством Министерства образования и науки Российской Федерации и Совета по техническим и научным исследованиям Турции (TÜBİTAK, ТУБИТАК).
Со стороны РФ главными исполнителями являются Казанский государственный университет и Институт космических исследований РАН, со стороны Турции — Государственная обсерватория ТУБИТАК (ТУГ; код обсерватории «A84»). 
В соответствии с соглашением между сторонами, наблюдательное время телескопа делится в следующей пропорции: 
45 % — КГУ, 
15 % — ИКИ РАН, 
и ещё 40 % — делятся между университетами Турции при посредничестве ТУГ.
Телескоп установлен в Государственной Обсерватории Турции, на юге Турции, в 50 км от города Анталия, на горе Бакырлытепе на высоте 2500 м.
Ввиду того, что телескоп имеет умеренные размеры (диаметр главного зеркала 1,5 м) он не может в настоящее время конкурировать с крупнейшими наземными телескопами (имеющими диаметры главных зеркал 6–8–10–12 м) в области чисто астрономических задач. Поэтому одной из основных задач телескопа является оптическая поддержка орбитальных рентгеновских обсерваторий, в первую очередь — обсерватории ИНТЕГРАЛ, а в будущем — Спектр-РГ.

## Устройство
Телескоп РТТ150 является телескопом-рефлектором. Главное зеркало телескопа имеет диаметр 150 см. Телескоп был изготовлен Ленинградским Оптико-Механическим Объединением и имел название АЗТ-22. Впоследствии переименован в Российско-Турецкий телескоп (1,5 м) РТТ150. Телескоп имеет два главных фокуса (Кассегрена и куде) и позволяет использовать шесть вариантов оптических систем, построенных по схеме Ричи — Кретьена, с общим главным зеркалом. В настоящее время в фокусе Кассегрена научные наблюдения проводятся в основной оптической схеме с фокусным расстоянием 1:7,7. Другие оптические системы могут быть использованы при разработке новых фокальных приборов. Также для наблюдений используется фокус куде. Все оптические системы телескопа рассчитаны на работу в спектральном диапазоне с длиной волны электромагнитного излучения с 325 нм < λ < 1000 нм.

## Фокальные приборы
В настоящее время в состав фокальных приборов телескопа входят:
- ПЗС-фотометр для построения прямых изображений на основе ПЗС-матрицы ANDOR DW-436
- TFOSC — спектрометр среднего и низкого разрешения
- Эшелле-спектрометр высокого разрешения в фокусе куде
- В ноябре 2009 года были проведены первые научные наблюдения на новом ПЗС фотометре ANDOR iXon, обладающим низким шумом (технология умножения заряда, electron multiplication) и очень высокой скоростью считывания .

## Основные направления научной деятельности
Существенное количество наблюдательного времени ИКИ РАН было потрачено на наблюдения далеких скоплений галактик из обзора площадью 400 кв. градусов (400d) , выполненного по данным наведений рентгеновского телескопа ROSAT.
Проводится большое количество наблюдений, необходимых для оптического отождествления новых жестких рентегновских источников, обнаруженных обсерваториями ИНТЕГРАЛ, Свифт, RXTE. 
Проводятся наблюдения для исследования быстрой переменности аккрецирующих источников.
В рамках наблюдений «по возможности» (Target Opportunity Observations, TOO) на телескопе проводятся наблюдения оптических послесвечений космических гамма-всплесков.

## Основные результаты
По результатам, полученным за время работы телескопа (с 2001 года), было подготовлено 126 публикаций, из них 28 статей в реферируемых журналах и большое количество[прояснить] астрономических телеграмм и циркуляров GCN.